# Zoltán Szélesi
Zoltán Szélesi est un footballeur hongrois né à Budapest en Hongrie le 22 novembre 1981. Ce footballeur professionnel, droitier, évolue au poste de latéral droit.

## Carrière
Zoltan Szelesi commence sa carrière professionnelle lors de la saison 1999-2000, dans son club hongrois de Ujpest FC. Il participe à douze matchs de championnat cette saison, et deux de C3. Il s'impose à Ujpest, et participe à la majorité des rencontres pendant 4 ans, pendant lesquels il disputera en tout 103 matchs de championnat, et trois de C3. 
Lors de la saison, il est même pour la première fois appelé en sélection nationale hongroise, et participe à son premier match international en Chine, le 1er juin 2004.
À la fin de cette même saison, il est transféré dans le club allemand de Energie Cottbus, où il participera à 65 rencontres de championnat en trois ans, et à cinq rencontres internationales. 
Mais lors de la saison 2006-2007, il ne participe qu'à une rencontre. À la fin de cette saison, il part donc à RC Strasbourg, qui avait absolument besoin d'un latéral droit. Il dispute souvent l'intégralité des rencontres avec le club alsacien. 
Laissé libre par le club alsacien à la fin de la saison 2008-2009, il rejoint le champion de Hongrie, le Debreceni VSC. 
Après une saison mitigée où il n'a pas toujours été titulaire, il décide à l'issue de la saison 2009-2010 de rejoindre l'Olympiakos Volos. 
En 2011, il quitte le club  pour le NEC Nimègue où il restera une saison.
En 2012, il retourne dans son pays natal : la Hongrie, il rejoint ensuite de nouveau le Ujpest FC, il restera 2 saisons.
En 2014, il rejoint pour une saison le Puskás Akadémia FC.

## Palmarès

### Avec l'Újpest FC
- Vainqueur de la Coupe de Hongrie en 2002 et 2014
- Vainqueur de la Supercoupe de Hongrie en 2002

### Avec Debrecen
- Champion de Hongrie en 2010
- Vainqueur de la Coupe de la Ligue hongroise en 2010